# چشم‌سفید موکوجیما
چشم‌سفید موکوجیما (نام علمی: Apalopteron familiare familiare) نام یک زیرگونه منقرض‌شده از گونه چشم‌سفید بونین است.